# Lipotriches platycephala
Lipotriches platycephala är en biart som först beskrevs av Cockerell 1917.  Lipotriches platycephala ingår i släktet Lipotriches och familjen vägbin. Inga underarter finns listade i Catalogue of Life.